# Cotesia eulipis
Cotesia eulipis är en stekelart som först beskrevs av Nixon 1974.  Cotesia eulipis ingår i släktet Cotesia och familjen bracksteklar. Arten är reproducerande i Sverige. Inga underarter finns listade i Catalogue of Life.